# 85-та піхотна дивізія (Третій Рейх)
85-та піхотна дивізія (Третій Рейх) (нім. 85. Infanterie-Division) — піхотна дивізія Вермахту за часів Другої світової війни.

## Історія
85-та піхотна дивізія була сформована 2 лютого 1944 у Північній Франції та Бельгії в Головному Командуванні Вермахту «Захід» під час 25-ї хвилі мобілізації Вермахту.

## Райони бойових дій
- Франція (травень — серпень 1944);
- Нідерланди, Західна Німеччина (вересень 1944 — травень 1945).

## Командування

### Командири
- генерал-лейтенант Курт Хілль (нім. Curt Chill) (2 лютого — 16 жовтня 1944);
- генерал-майор Гельмут Бехлер (нім. Helmut Bechler) (16 жовтня 1944 — 15 березня 1945);
- оберст резерву Еріх Лоренц (нім. Erich Lorenz) (15 березня — 20 квітня 1945).

## Нагороджені дивізії
Нагороджені дивізії
|  | Кавалери Золотого Німецького Хреста          | 7 |
|  | Кавалери Лицарського хреста Залізного хреста | 3 |